# National League North 2015-2016
La National League North 2015-2016 è stata la 12ª edizione della seconda serie della National League. Rappresenta, insiema alla National League South, il sesto livello del calcio inglese ed il secondo del sistema "non-league". 

## Squadre partecipanti
| Squadra                   | Città              | Stagione precedente                                             |
| ------------------------- | ------------------ | --------------------------------------------------------------- |
| AFC Fylde                 | Medlar-with-Wesham | 2º posto in Conference League North                             |
| AFC Telford United        | Telford            | 23º posto in National League, retrocesso                        |
| Alfreton Town             | Alfreton           | 21º posto in National League, retrocesso                        |
| Boston United             | Boston             | 3º posto in Conference League North                             |
| Brackley Town             | Brackley           | 18º posto in Conference League North                            |
| Bradford Park Avenue      | Bradford           | 13º posto in Conference League North                            |
| Chorley                   | Chorley            | 4º posto in Conference League North                             |
| Corby Town                | Corby              | 1º posto in Southern Football League Premier Division, promosso |
| Curzon Ashton             | Ashton-under-Lyne  | 4º posto in Northern Premier League Premier Division, promosso  |
| F.C. United of Manchester | Manchester         | 1º posto in Northern Premier League Premier Division, promosso  |
| Gainsborough Trinity      | Gainsborough       | 17º posto in Conference League North                            |
| Gloucester City           | Gloucester         | 14º posto in Conference League North                            |
| Harrogate Town            | Harrogate          | 15º posto in Conference League North                            |
| Hednesford Town           | Hednesford         | 8º posto in Conference League North                             |
| Lowestoft Town            | Lowestoft          | 16º posto in Conference League North                            |
| North Ferriby United      | North Ferriby      | 10º posto in Conference League North                            |
| Nuneaton Town             | Nuneaton           | 24º posto in National League, retrocesso                        |
| Stalybridge Celtic        | Stalybridge        | 19º posto in Conference League North                            |
| Solihull Moors            | Solihull           | 12º posto in Conference League North                            |
| Stockport County          | Stockport          | 11º posto in Conference League North                            |
| Tamworth                  | Tamworth           | 7º posto in Conference League North                             |
| Worcester City            | Worceter           | 9º posto in Conference League North                             |

## Classifica finale
|  | Pos. | Squadra              | Pt | G  | V  | N  | P  | GF | GS | DR  |
|  | ---- | -------------------- | -- | -- | -- | -- | -- | -- | -- | --- |
|  | 1    | Solihull Moors       | 85 | 42 | 25 | 10 | 7  | 84 | 48 | +36 |
|  | 2    | North Ferriby Utd    | 76 | 42 | 22 | 10 | 10 | 82 | 49 | +33 |
|  | 3    | Fylde                | 75 | 42 | 22 | 9  | 11 | 76 | 53 | +23 |
|  | 4    | Harrogate Town       | 72 | 42 | 21 | 9  | 12 | 73 | 46 | +27 |
|  | 5    | Boston Utd           | 71 | 42 | 22 | 5  | 15 | 73 | 60 | +13 |
|  | 6    | Nuneaton Town (-3)   | 70 | 42 | 20 | 13 | 9  | 71 | 46 | +25 |
|  | 7    | Tamworth             | 63 | 42 | 16 | 15 | 11 | 55 | 45 | +10 |
|  | 8    | Chorley              | 63 | 42 | 18 | 9  | 15 | 64 | 55 | +9  |
|  | 9    | Stockport County     | 59 | 42 | 15 | 14 | 13 | 50 | 49 | +1  |
|  | 10   | Alfreton Town        | 58 | 42 | 15 | 13 | 14 | 58 | 54 | +4  |
|  | 11   | Curzon Ashton        | 57 | 42 | 14 | 15 | 13 | 55 | 52 | +3  |
|  | 12   | Stalybridge Celtic   | 53 | 42 | 14 | 11 | 17 | 62 | 75 | -13 |
|  | 13   | Utd of Manchester    | 53 | 42 | 15 | 8  | 19 | 60 | 75 | -15 |
|  | 14   | Bradford PA          | 50 | 42 | 13 | 11 | 18 | 51 | 59 | -8  |
|  | 15   | Gloucester City      | 50 | 42 | 12 | 14 | 16 | 39 | 49 | -10 |
|  | 16   | Gainsborough Trinity | 50 | 42 | 14 | 8  | 20 | 46 | 62 | -16 |
|  | 17   | Worcester City       | 48 | 42 | 12 | 12 | 18 | 55 | 61 | -6  |
|  | 18   | Telford Utd          | 47 | 42 | 13 | 8  | 21 | 47 | 60 | -23 |
|  | 19   | Brackley Town        | 46 | 42 | 11 | 13 | 18 | 45 | 54 | -9  |
|  | 20   | Lowestoft Town       | 46 | 42 | 12 | 10 | 20 | 48 | 69 | -21 |
|  | 21   | Hednesford Town      | 38 | 42 | 8  | 14 | 20 | 50 | 77 | -27 |
|  | 22   | Corby Town           | 32 | 42 | 7  | 11 | 24 | 47 | 93 | -46 |

Legenda:
      Promosso in National League 2016-2017.
  Ammesso ai play-off.
      Retrocesso in Northern Premier League Premier Division 2016-2017.
      Retrocesso in Isthmian League Premier Division 2016-2017.
Regolamento:
Tre punti a vittoria, uno a pareggio, zero a sconfitta.
In caso di arrivo di due o più squadre a pari punti, la graduatoria viene stilata secondo i seguenti criteri:
- differenza reti
- maggior numero di gol segnati

Note:

Il Nuneaton Town è stato sanzionato con 3 punti di penalizzazione per aver utilizzato un calciatore non idoneo nella gara con il Corby Town del 27 febbraio 2016.
Lowestoft Town retrocesso in Isthmian League Premier Division per peggior differenza reti rispetto all'ex aequo Brackley Town.

## Spareggi

### Play-off

#### Tabellone
|  | Semifinali | Semifinali        | Semifinali | Semifinali | Semifinali |  |  | Finale | Finale                  | Finale |  |
|  |            |                   |            |            |            |  |  |        |                         |        |  |
|  | 5          | Boston Utd        | 2          | 0          | 2          |  |  |        |                         |        |  |
|  | 2          | North Ferriby Utd | 0          | 3          | 3          |  |  | 2      | North Ferriby Utd (dts) | 2      |  |
|  | 4          | Harrogate Town    | 0          | 1          | 1          |  |  | 3      | AFC Fylde               | 1      |  |
|  | 3          | AFC Fylde         | 1          | 1          | 2          |  |  |        |                         |        |  |